# Balduin IV. Jeruzalémský
Balduin IV. Malomocný, (1161/1162 – březen 1185) vládl v letech 1174–1185 jako šestý latinský jeruzalémský král. Pocházel z mladší větve rodu Anjou (Château-Landon). Jeho otcem byl Almerich, nejmladší syn Fulka z Anjou, krále jeruzalémského. Balduinovou matkou byla Anežka z Courtenay, dcera Joscelina II. z Courtenay, hraběte z Edessy.
Již od dětství byl stižen malomocenstvím – nemocí, která mu neslibovala dlouhý život. I přes svou chorobu nastoupil roku 1174 po smrti svého otce na jeho trůn. Naneštěstí právě v časech, kdy bylo třeba jednoty mezi křesťany v Levantě, zuřil mezi dvěma stranami boj o to, kdo se stane regentem nešťastného krále Balduina a obě znesvářené skupiny se v průběhu let střídaly v pozicích „vládnoucí strany“ a „opozice“. V okamžiku smrti krále Balduina se zdála být situace vyjasněna – převahu měla skupina kolem Raimonda III. z Tripolisu, zastánce mírové politiky a smíru se Saladinem, vládcem Egypta. Nakonec ale vše dopadlo jinak a záhy bylo téměř celé jeruzalémské království v rukou muslimů.

## Původ
Balduin pocházel z boční větve rodu Angevinů z Anjou, z dynastie, která vládla v Anglii a v západní části Francie. Jeho otcem byl Almerich (Amalrich), hrabě z Jaffy a Askalonu, mladší syn jeruzalémského krále Fulka. Fulko položil základy velmocenského postavení svého rodu jednak tím, že oženil svého syna z prvního manželství, Geoffroie, s Matyldou, dědičkou Normandie a Anglie (čímž vznikl slavný rod Plantagenetů), a taky tím, že se podruhé oženil s Melisendou, nejstarší dcerou jeruzalémského krále Balduina II. a Morfie Arménské, s níž měl dva syny – Balduina a Almericha.
Balduinovou matkou byla Anežka (Agnes), dcera Joscelina, svého času toho jména druhého hraběte edesského. Joscelinův otec, hrabě Joscelin I., který do Levanty přišel asi roku 1102, byl bratrancem Balduina II.

## Dětství
Balduin se narodil mezi lety 1161 a 1162 tehdejšímu následníkovi jeruzalémského trůnu a hraběti z Jaffy a Askalonu Almerichovi, mladšímu bratrovi tehdy vládnoucího jeruzalémského krále Balduina III., a Anežka z Courtenay. Když byl princ Balduin ještě velmi malý (či nebyl vůbec na světě), roku 1162 či 1163 náhle zemřel jeho jmenovec, král Balduin III. Jelikož zemřel bezdětný, na trůn nastoupil jeho nejbližší příbuzný, mladší bratr Almerich. Baroni však přinutili nového krále, aby zapudil Agnes, matku svých dvou malých dětí Sibyly a Balduina. Nástupnická práva Balduina a jeho sestry byly však plně uznány.
Když byl Balduin asi devítiletý, jeho otec mu vybral jako vychovatele Viléma, velmi vzdělaného arciděkana v Tyru, jenž sepsal slavnou kroniku. Balduin byl velmi nadaný a učenlivý, ale zároveň se začaly objevovat příznaky nevyléčitelné nemoci - malomocenství.
| „              | Tak se stalo jednou, když si [Balduin] hrál s ostatními urozenými chlapci, že začali škrábat jeden druhého nehty do rukou i do paží, jak to chlapci ve hře dělají. Jiní přemáhali bolest s výkřiky, ale – ačkoli ho jeho spoluhráči nešetřili – Balduin snášel bolest úplně klidně, jako by nic nepociťoval. Když se to opakovalo po několikráte, sdělili mně to. Nejdříve jsem si myslel, že je tak vytrvalý, ne že by byl necitlivý. Potom jsem ho zavolal a ptal jsem se ho, co se stalo. Nakonec přiznal, že polovina jeho pravé ruky a paže je necitlivá, takže nemohl pocítit píchání, ani palčivé bolesti. Začal jsem mít pochybnosti, když jsem si vyvolal slova jednoho moudrého muže: „Je jisté, že znecitlivělý úd je daleko od zdraví a že necítí se nebezpečí nemoci.“ | “ |
| — Vilém z Tyru | |   |

## Králem

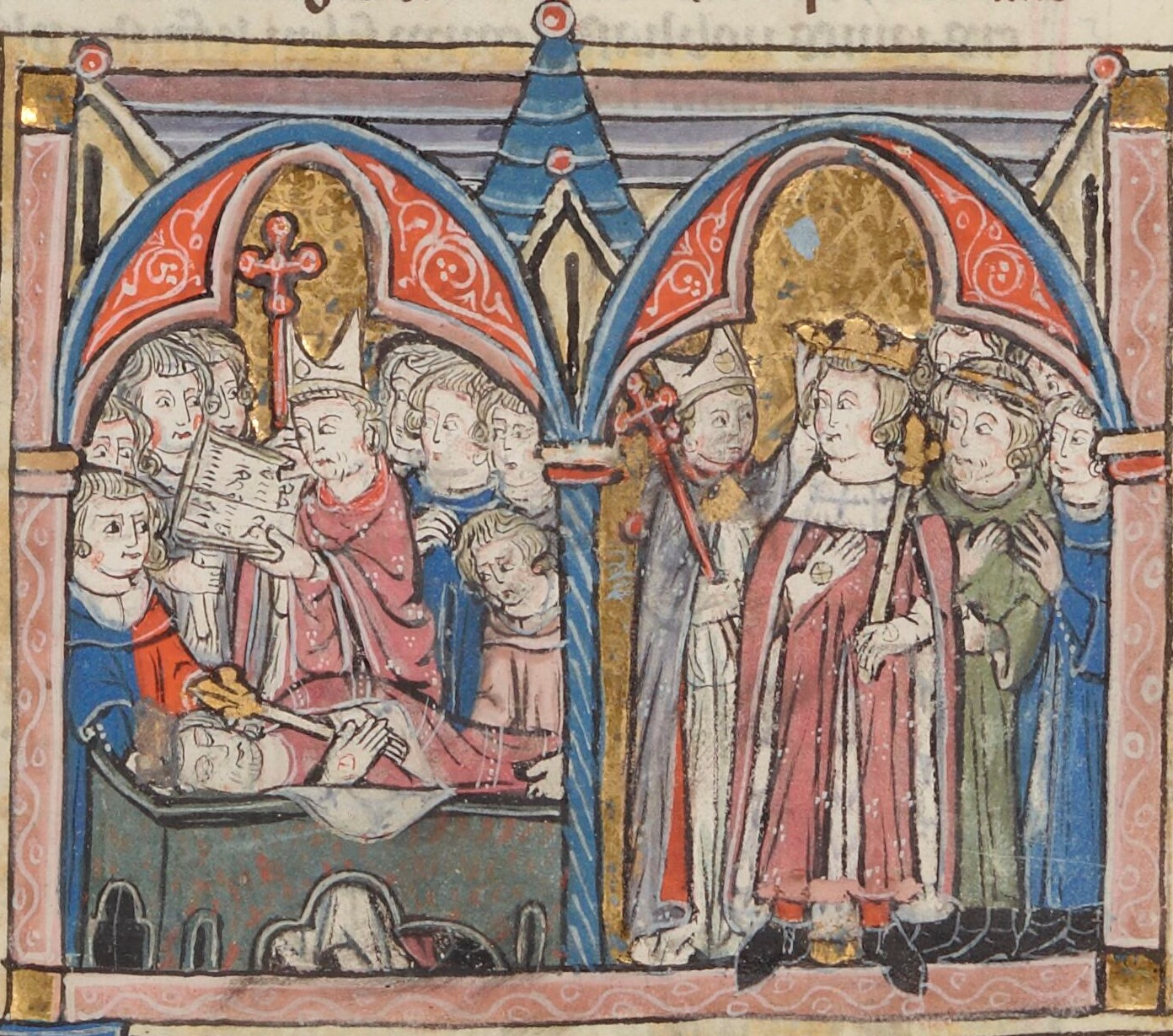
Smrt krále Almericha a Balduinova korunovace (středověká iluminace)

Když už bylo nebezpečí, které pro Franky představoval syrský vládce Núr ad-Dín, zažehnáno, zemřel 11. července 1174 náhle na úplavici král Almerich I. Z rozloučeného manželství měl zesnulý panovník dva potomky – dceru Sybilu a malomocného syna Balduina a ze svého druhého manželství s Marií Komnenovnou měl jednu dceru Isabelu. Nebylo pochyb o tom kdo má nastoupit na Almericha trůn. Dne 15. července byl na velkém shromáždění církevních hodnostářů v Chrámu Božího hrobu Balduin slavnostně korunován jako Balduin IV. na jeruzalémského krále.
Bylo však jasné, že Balduin nemůže – ať už kvůli věku nebo nemoci – vládnout sám. V království se však v té době vyprofilovaly dvě skupiny s opačnými názory. První strana, příslušníci staré usedlé šlechty a baroni půdy, chtěli mír s muslimy. Hlavou této frakce byl Raimond III., hrabě tripolský. Druhou skupinu tvořili příznivci výbojů na úkor Islamistů. Král Balduin se zpočátku držel rad příslušníka bojové šlechty, Milese z Plancy, který byl však zakrátko barony půdy přinucen stáhnout se do ústraní a regentem se stal Raimond Tripolský, bratranec zesnulého krále Almericha. Klidu v království taky rozhodně nijak nepřispěla Milesova vražda. Roku 1175 se Balduinova starší sestra Sibyla provdala za Viléma, nejstaršího syna montferratského hraběte Viléma III. Sibyla byla Balduinovou dědičkou a Vilém by se stal králem-manželem. Jenže dědic montferratského hrabství zanedlouho zemřel; stačil ale zplodit syna, který nesl slavné jméno jeruzalémských králů – Balduin.

### Bitva uMontgisardu

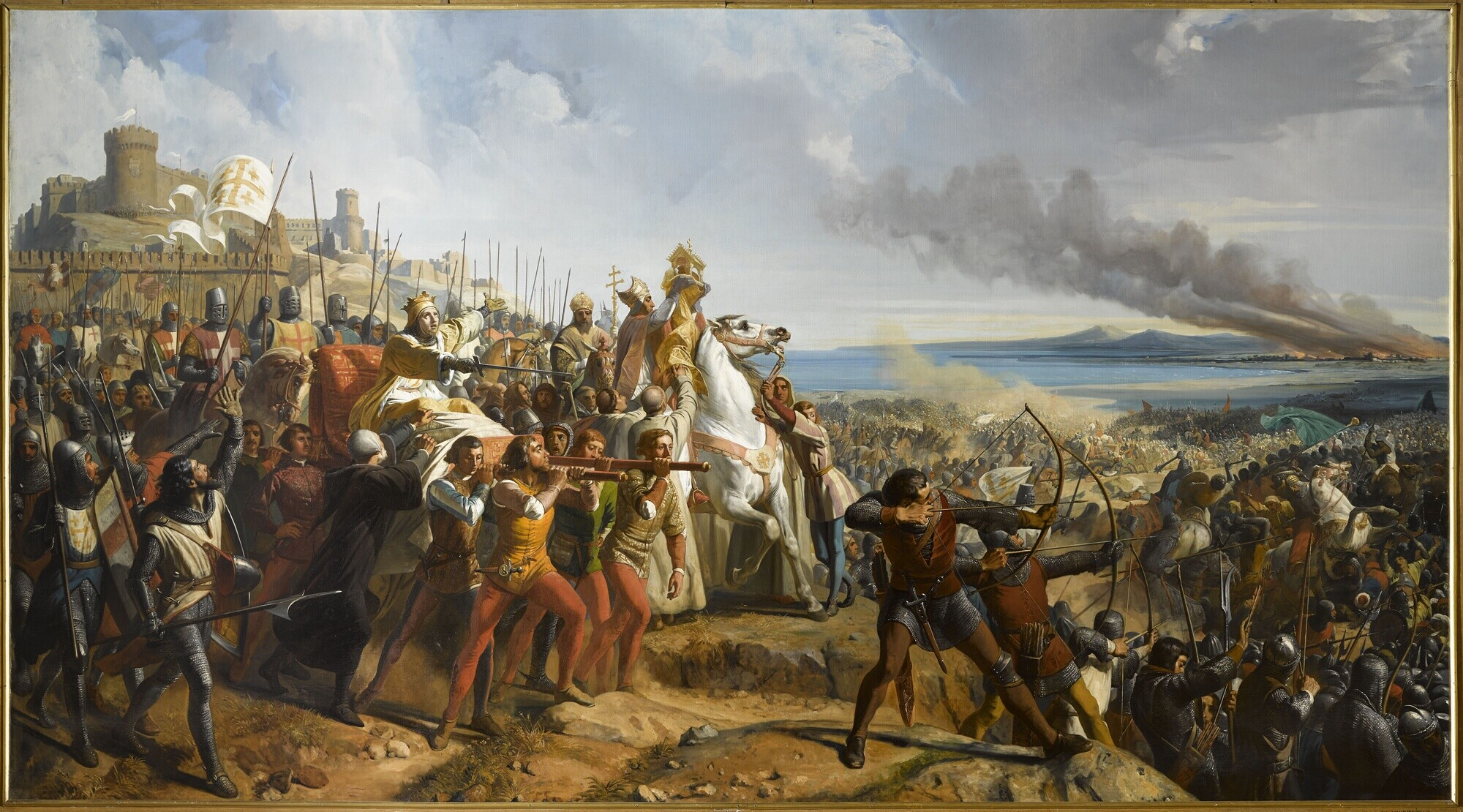
Bitva u Montgisardu, Charles Philippe Larivière

V roce 1177 vyvstalo jeruzalémskému království velké nebezpečí, protože se od jihu pohybovalo muslimské vojsko, které vedl Saláh ad-Dín Yusúf ibn Ajjúb (Saladin), vládce Egypta. Saladin se vyhnul Ghazze, prvnímu křesťanskému městu na pobřeží, kde na něj číhali Templáři, a táhl na sever směrem na Askalon. Do Askalonu však krátce před Saladinem (asi jednu až dvě hodiny) dorazil Balduin se svými rytíři, kterých ovšem nebylo mnoho. Saladin před Askalonem nechal část svého vojska a sám vyrazil k Jeruzalému. Balduinovi se ale zázrakem podařilo poslat zprávu Templářům do Ghazzy, aby urychleně vyrazili na sever. Balduin se se svým vojskem mezitím úspěšně pokusil prorazit hradbu, kterou tvořila část Saladinovy armády. Spojil se s Templáři a vyrazil za Saladinem, který mezitím bezstarostně spěl ke Svatému městu. U hradu Montgisard, nedaleko pevnosti Ramla, dostihla 25. listopadu křesťanská armáda tu Saladinovu. Útok křesťanů byl nečekaný a zaskočení muslimové začali v panice utíkat. Křesťanům se dokonce málem podařilo zajmout samotného Saladina. Balduin (tehdy asi 15-16letý) se v bitvě velice vyznamenal. I přes vítězství křesťanů v bitvě u Montgisardu byl Saladinův nárůst moci nezastavitelný. O dva roky později (1179) byla Balduinova armáda poražena Saladinem u Bejrútu a až následujícího roku (1180) byl uzavřen dvouletý mír. Zahraničněpolitická situace křesťanů v Levantě se však stále zhoršovala – jedním z faktorů byl i úpadek byzantské říše, tradičního spojence křesťanů z posledních let, po bitvě u Myriokefalon (1176) a po smrti císaře Manuela I. Komnena roku 1180.
Roku 1180 se Balduinova sestra a matka dědice trůnu Sibyla podruhé provdala. Jejím manželem se stal Kvido z Lusignanu, příslušník tzv. válečné skupiny a hrabě z Jaffy a Askalonu Tímto sňatkem byla velmi posílena bojová strana, která svůj vliv prokázala i v církevních záležitostech: na uprázdněný patriaršský stolec stolec dosadila (možná to taky bylo pod vlivem Balduinovy a Sibyliny matky Agnes) caesarejského pologramotného arcibiskupa Heraklia, jehož protikandidátem byl velmi vzdělaný tyrský arcibiskup Vilém. Následujícího roku (1181) křesťanům zadělal na pořádné problémy jeden z předáků bojové strany, agresivní Renaud de Châtillon. Přepadl totiž karavany směřující do Mekky a okradl je. Saladin, pobouřen tímto činem, zajal na oplátku křesťanské poutníky a nechal vzkázat Balduinovi, že zajatce propustí tehdy, až Renaud vrátí vše, co nakradl. Vzpupný Frank však nesouhlasil a Saladin vyhlásil bezmocnému Balduinovi válku. V roce 1182 Saladin provedl rozsáhlý útok hned na několika místech království. Ten nejmohutnější, směrem od Galilejského jezera, byl však královým vojskem zastaven a Saladin, zčásti taky kvůli problémům uvnitř své říše, ustoupil. Právě starostí Saladinových využil král Balduin a pronikl až k damašským hradbám, kde získal velkou válečnou kořist.

### Poslední léta, smrt a dědictví

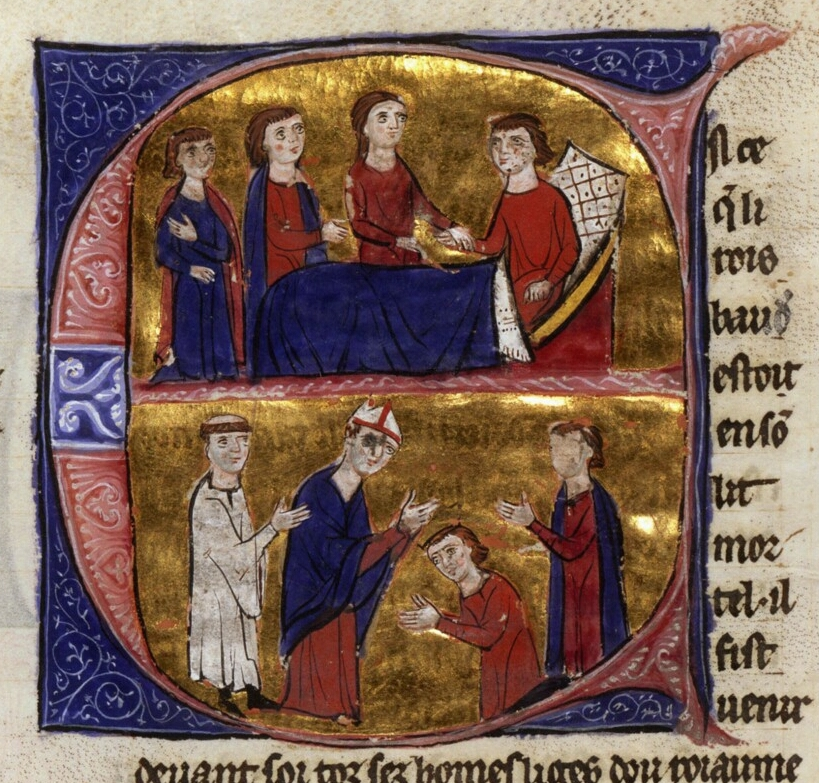
Skon Balduina IV. a korunovace Balduina V. (středověká iluminace)

V roce 1183 se Balduinův zdravotní stav velmi zhoršil.
| „              | ...jeho malomocenství ho tak oslabilo, že mu už tělo nemohlo sloužit. Přestal vidět, jeho ruce a nohy se začaly rozpadat. Už nemohl vládnout svému království a věnovat se jeho potřebám... | “ |
| — Vilém z Tyru | |   |

Jmenoval tedy svého švagra Kvida z Lusignanu svým zástupcem. Před Kvidem se objevila první velká zkouška – Saladin opět koncem léta hrozil z jihu. Když se obě armády setkaly, Saladin zavelel k ústupu a nerozhodný Kvido ho nehodlal pronásledovat. Tento čin vedl královy rádce k tomu, aby na něj naléhali, aby zbavil Kvida jeho hodnosti. Balduin vyhověl a navzdory svému velmi špatnému stavu se ujal vlády sám, přičemž se jeho zástupcem stal Raimond z Tripolisu, a jmenoval Sibylina syna Balduina svým nástupcem.
Na konec roku 1183 se v Levantě chystala velká slavnost. Balduinova mladší sestra Isabela (*1172) si měla na hradě Kerak vzít za manžela Humfreda IV. z Toronu, dědice Zajordání a nevlastního syna Renauda de Châtillon. K pevnosti však dorazil i Saladin v čele svého vojska a začal hrad obléhat; nařídil však svým vojákům, aby se vyhnuli palbě na místo, kde se nacházeli snoubenci. Dne 4. prosince 1183 však ke Keraku dorazila křesťanská armáda v čele s Raimondem z Tripolisu, doprovázená na nosítkách neseným králem Balduinem, která donutila sultána k zastavení obléhání a k ústupu.
Příštího roku (1184) se Saladin po manévrování opět na podzim pokusil o dobytí Keraku, ale znovu byl neúspěšný. V březnu následujícího roku – 1185 – ve věku nedožitých 25 let zemřel nešťastný král Balduin na následky malomocenství. V souladu s jeho rozhodnutím z roku 1183 se jeho nástupcem stal syn Sibyly a Viléma z Montferratu Balduin, kterému však bylo šest či sedm let; regentem se stal Raimond Tripolský, tedy příznivec dohody se Saladinem, který skutečně se sultánem dohodl čtyřleté příměří. Naneštěstí však Balduin V. v létě 1186 zemřel a vlády se ujala Sibyla a Kvido z Lusignanu, za jejichž vlády byli křesťané poraženi u Hattínu a také ztratili Jeruzalém.

## Hodnocení
| „              | Balduin byl zralý literárního umění. Denně se slibně rozvíjel a projevoval velké vlohy. Na svůj věk byl hezký a naučil se rychle jezdit a řídit koně – lépe než jeho vrstevníci. Měl trvalou paměť a rád mluvil. Byl šetrný, ale pamatoval si jak dobré věci, tak bezpráví. Podobal se svému otci nejenom svou tváří, ale celým svým vzhledem. Podobal se svému otci v chůzi a také měl jeho odstín hlasu. Měl bystré mínění, ale jeho řeč byla pomalá. Byl jako jeho otec, vášnivý naslouchač historie, a byl ochoten naslouchat dobré radě. | “ |
| — Vilém z Tyru | |   |

## Odraz vliteratuře a umění
Jeruzalémský král Balduin IV. je hlavní postavou knihy polské spisovatelky Zofie Kossakové Malomocný král. Ve filmu Království nebeské ztvárnil postavu Balduina americký herec Edward Norton.

## Vývod zpředků